# Liste der Baudenkmale in Goslar - Glockengießerstraße
In der Liste der Baudenkmale in Goslar - Glockengießerstraße sind alle Baudenkmale in der Glockengießerstraße der niedersächsischen Gemeinde Goslar aufgelistet. Die Quelle der Baudenkmale ist der Denkmalatlas Niedersachsen. Der Stand der Liste ist der 25. September 2022.

## Allgemein
In den Spalten befinden sich folgende Informationen:
- Lage: die Adresse des Baudenkmales und die geographischen Koordinaten. Kartenansicht, um Koordinaten zu setzen. In der Kartenansicht sind Baudenkmale ohne Koordinaten mit einem roten Marker dargestellt und können in der Karte gesetzt werden. Baudenkmale ohne Bild sind mit einem blauen Marker gekennzeichnet, Baudenkmale mit Bild mit einem grünen Marker.
- Bezeichnung: Bezeichnung des Baudenkmales
- Beschreibung: die Beschreibung des Baudenkmales. Unter § 3 Abs. 2 NDSchG werden Einzeldenkmale und unter § 3 Abs. 3 NDSchG Gruppen baulicher Anlagen und deren Bestandteile ausgewiesen.
- ID: die Objekt-ID des Baudenkmales
- Bild: ein Bild des Baudenkmales, ggf. zusätzlich mit einem Link zu weiteren Fotos des Baudenkmals im Medienarchiv Wikimedia Commons. Wenn man auf das Kamerasymbol klickt, können Fotos zu Baudenkmalen aus dieser Liste hochgeladen werden:

Zurück zur Hauptliste
| Lage                                                 | Bezeichnung               | Beschreibung | ID       | Bild           |
| ---------------------------------------------------- | ------------------------- | --- | -------- | -------------- |
| Glockengießerstraße 1 51° 54′ 12″ N, 10° 25′ 45″ O   | Verwaltungsgebäude        | | 36598236 |                |
| Glockengießerstraße 1a 51° 54′ 13″ N, 10° 25′ 46″ O  | Wohnhaus                  | | 36524358 |                |
| Glockengießerstraße 2 51° 54′ 13″ N, 10° 25′ 47″ O   | Urspr. Voigtländer Hof    | | 36524383 | Weitere Bilder |
| Glockengießerstraße 2 51° 54′ 13″ N, 10° 25′ 48″ O   | Einfriedung               | | 36563948 |                |
| Glockengießerstraße 2 51° 54′ 11″ N, 10° 25′ 48″ O   | Hausgarten Borchers       | | 36566549 | BW             |
| Glockengießerstraße 2a 51° 54′ 12″ N, 10° 25′ 46″ O  | Remise                    | | 40201967 | BW             |
| Glockengießerstraße 2a 51° 54′ 13″ N, 10° 25′ 46″ O  | Hoffläche                 | | 40520432 | BW             |
| Glockengießerstraße 3 51° 54′ 14″ N, 10° 25′ 52″ O   | Domstiftskurie            | Ehemalige Domstiftskurie, auch als „Eulenburg“ bezeichnet. Zweigeschossiger Fachwerkbau mit Satteldach in Schieferdeckung, frei stehend, giebelständig zur Dorothea-Borchers-Straße; nördlich vorgelagerter Vorgarten. Fassaden fachwerksichtig, Fensterbrüstungen mit Rosettenfüllung in fortlaufendem Band aus Kreisverschlingungen; Oberstock vorkragend auf kleinen Knaggen mit Taustab, nordseitig im OG Erker mit Zwerchhaus, Westgiebel mit Ziegeln verkleidet. Im Inneren Räume mit Stuckprofilen an der Decke sowie Türfüllungen und Treppenbrüstung mit einfarbigen Malereien von Landschaften und geschichtlichen Darstellungen. | 36524415 |                |
| Glockengießerstraße 3 51° 54′ 14″ N, 10° 25′ 52″ O   | Vorgarten                 | Vorgarten mit Einfriedung | 36564025 |                |
| Glockengießerstraße 4 51° 54′ 14″ N, 10° 25′ 52″ O   | Wohnhaus                  | | 36524447 |                |
| Glockengießerstraße 4 51° 54′ 14″ N, 10° 25′ 52″ O   | Nebengebäude              | | 38232688 | BW             |
| Glockengießerstraße 4 51° 54′ 14″ N, 10° 25′ 51″ O   | Anbau                     | | 40191719 |                |
| Glockengießerstraße 4 51° 54′ 14″ N, 10° 25′ 52″ O   | Nebengebäude              | | 36556682 |                |
| Glockengießerstraße 5 51° 54′ 14″ N, 10° 25′ 52″ O   | Wohnhaus                  | | 36524475 |                |
| Glockengießerstraße 5 51° 54′ 14″ N, 10° 25′ 52″ O   | Nebengebäude              | | 36575147 | BW             |
| Glockengießerstraße 6 51° 54′ 15″ N, 10° 25′ 52″ O   | Wohnhaus                  | | 36524503 |                |
| Glockengießerstraße 7 51° 54′ 15″ N, 10° 25′ 53″ O   | Wohnhaus                  | | 36524533 |                |
| Glockengießerstraße 8 51° 54′ 15″ N, 10° 25′ 53″ O   | Wohnhaus                  | | 36524564 |                |
| Glockengießerstraße 10 51° 54′ 15″ N, 10° 25′ 54″ O  | Wohnhaus                  | | 36524624 |                |
| Glockengießerstraße 11 51° 54′ 15″ N, 10° 25′ 54″ O  | Wohnhaus                  | | 36524655 |                |
| Glockengießerstraße 12 51° 54′ 15″ N, 10° 25′ 54″ O  | Wohnhaus                  | | 36524686 |                |
| Glockengießerstraße 13 51° 54′ 15″ N, 10° 25′ 54″ O  | Wohnhaus                  | | 36524716 |                |
| Glockengießerstraße 14 51° 54′ 16″ N, 10° 25′ 55″ O  | Wohnhaus                  | | 36524744 |                |
| Glockengießerstraße 15 51° 54′ 16″ N, 10° 25′ 56″ O  | Wohnhaus                  | | 36603864 |                |
| Glockengießerstraße 16 51° 54′ 16″ N, 10° 25′ 56″ O  | Wohnhaus                  | | 36524776 |                |
| Glockengießerstraße 17 51° 54′ 16″ N, 10° 25′ 57″ O  | Wohnhaus                  | | 36524803 |                |
| Glockengießerstraße 17 51° 54′ 16″ N, 10° 25′ 57″ O  | Nebengebäude              | | 36577141 | BW             |
| Glockengießerstraße 18 51° 54′ 16″ N, 10° 25′ 57″ O  | Wohnhaus                  | | 36524834 |                |
| Glockengießerstraße 19 51° 54′ 17″ N, 10° 25′ 57″ O  | Wohnhaus                  | | 36524865 |                |
| Glockengießerstraße 20 51° 54′ 17″ N, 10° 25′ 58″ O  | Wohnhaus                  | | 36524896 |                |
| Glockengießerstraße 21 51° 54′ 17″ N, 10° 25′ 58″ O  | Wohnhaus                  | | 36524927 |                |
| Glockengießerstraße 22 51° 54′ 17″ N, 10° 25′ 58″ O  | Wohnhaus                  | | 36524958 |                |
| Glockengießerstraße 23 51° 54′ 17″ N, 10° 25′ 58″ O  | Wohnhaus                  | | 36524989 |                |
| Glockengießerstraße 24 51° 54′ 17″ N, 10° 25′ 59″ O  | Wohnhaus                  | | 36525019 |                |
| Glockengießerstraße 24 51° 54′ 17″ N, 10° 25′ 59″ O  | Nebengebäude              | | 36589419 | BW             |
| Glockengießerstraße 25 51° 54′ 17″ N, 10° 25′ 59″ O  | Wohnhaus                  | | 36525047 |                |
| Glockengießerstraße 26 51° 54′ 17″ N, 10° 25′ 59″ O  | Wohnhaus                  | | 36525078 |                |
| Glockengießerstraße 27 51° 54′ 17″ N, 10° 25′ 59″ O  | Wohnhaus                  | | 36525105 |                |
| Glockengießerstraße 28 51° 54′ 18″ N, 10° 26′ 0″ O   | Wohnhaus                  | | 36525136 |                |
| Glockengießerstraße 28 51° 54′ 17″ N, 10° 26′ 0″ O   | Nebengebäude              | | 36576189 | BW             |
| Glockengießerstraße 30 51° 54′ 18″ N, 10° 26′ 0″ O   | Wohnhaus                  | | 36525165 |                |
| Glockengießerstraße 31 51° 54′ 18″ N, 10° 26′ 1″ O   | Wohnhaus                  | | 36525196 |                |
| Glockengießerstraße 31 51° 54′ 18″ N, 10° 26′ 1″ O   | Nebengebäude              | | 36576086 | BW             |
| Glockengießerstraße 32 51° 54′ 18″ N, 10° 26′ 1″ O   | Wohnhaus                  | | 36525228 |                |
| Glockengießerstraße 33 51° 54′ 18″ N, 10° 26′ 1″ O   | Wohnhaus                  | | 36525259 |                |
| Glockengießerstraße 33 51° 54′ 18″ N, 10° 26′ 2″ O   | Nebengebäude              | | 36583466 | BW             |
| Glockengießerstraße 34 51° 54′ 18″ N, 10° 26′ 1″ O   | Wohnhaus                  | | 36525290 |                |
| Glockengießerstraße 35 51° 54′ 19″ N, 10° 26′ 2″ O   | Wohnhaus                  | | 36525320 |                |
| Glockengießerstraße 37 51° 54′ 19″ N, 10° 26′ 2″ O   | Wohnhaus                  | | 36525351 |                |
| Glockengießerstraße 39 51° 54′ 20″ N, 10° 26′ 3″ O   | Wohnhaus                  | | 36525377 |                |
| Glockengießerstraße 40 51° 54′ 20″ N, 10° 26′ 4″ O   | Wohnhaus                  | | 36517086 |                |
| Glockengießerstraße 40 51° 54′ 20″ N, 10° 26′ 5″ O   | Nebengebäude              | | 36587728 | BW             |
| Glockengießerstraße 51° 54′ 21″ N, 10° 26′ 4″ O      | Straßenraum               | | 36591719 | BW             |
| Glockengießerstraße 41 51° 54′ 20″ N, 10° 26′ 5″ O   | Wohnhaus                  | | 36525404 |                |
| Glockengießerstraße 42 51° 54′ 21″ N, 10° 26′ 5″ O   | Wohnhaus                  | | 36525432 |                |
| Glockengießerstraße 42 51° 54′ 20″ N, 10° 26′ 5″ O   | Nebengebäude              | | 40172432 |                |
| Glockengießerstraße 43 51° 54′ 21″ N, 10° 26′ 6″ O   | Wohnhaus                  | | 36525460 |                |
| Glockengießerstraße 43 51° 54′ 21″ N, 10° 26′ 6″ O   | Stadtmauer                | | 36596797 |                |
| Glockengießerstraße 44 51° 54′ 22″ N, 10° 26′ 7″ O   | Wohnhaus                  | | 36525488 |                |
| Glockengießerstraße 44 51° 54′ 22″ N, 10° 26′ 7″ O   | Anbau                     | | 40080300 |                |
| Glockengießerstraße 44 51° 54′ 21″ N, 10° 26′ 7″ O   | Stadtmauer                | | 36593861 |                |
| Glockengießerstraße 51° 54′ 22″ N, 10° 26′ 9″ O      | Schrebergarten            | | 36594777 | BW             |
| Glockengießerstraße 51° 54′ 23″ N, 10° 26′ 7″ O      | Stadtmauer                | | 36593886 | BW             |
| Glockengießerstraße 49a 51° 54′ 23″ N, 10° 26′ 9″ O  | Wohnhaus                  | | 36525545 |                |
| Glockengießerstraße 49a 51° 54′ 24″ N, 10° 26′ 8″ O  | Stadtmauer                | | 36594701 | BW             |
| Glockengießerstraße 50 51° 54′ 24″ N, 10° 26′ 9″ O   | Wohnhaus                  | | 36591329 | BW             |
| Glockengießerstraße 50 51° 54′ 24″ N, 10° 26′ 9″ O   | Stadtmauer                | | 36594283 | BW             |
| Glockengießerstraße 56 51° 54′ 26″ N, 10° 26′ 13″ O  | Wohnhaus                  | | 36525570 |                |
| Glockengießerstraße 56 51° 54′ 26″ N, 10° 26′ 12″ O  | Durchlass                 | | 36597079 |                |
| Glockengießerstraße 56 51° 54′ 25″ N, 10° 26′ 11″ O  | Stadtmauer                | | 36594184 |                |
| Glockengießerstraße 56 51° 54′ 25″ N, 10° 26′ 13″ O  | Stadtmauer                | | 41215785 | BW             |
| Glockengießerstraße 51° 54′ 28″ N, 10° 26′ 14″ O     | Jüdischer Friedhof Goslar | Zwischen Glockengießerstraße (nördliches Endstück) Abzucht und Stadtmauer gelegenes Areal von 1632 m². Gräber z.T. im Hang des Stadtwalls. 1610 erklärt die Stadt, dass ein Friedhof ausgewiesen werden soll. 1718 erste Erweiterung. 1870 findet eine weitere Erweiterung statt. 1905 wird der Friedhof dann nach Norden erweitert. Von den 147 erhaltenen Grabsteinen stammt der älteste von 1649. Zahlreiche Grabsteine seit der Mitte 19. Jh. Die letzte Beisetzung fand 1970 statt, 1990 wird eine Urne beigesetzt. Ein Gedenkstein der Stadt Goslar hat die Inschrift „Ich war allein übriggeblieben. Jesaja 49, Vers 21. – Dem Andenken unserer jüdischen Mitbürger gewidmet, die der nationalsozialistischen Gewaltherrschaft zum Opfer fielen. – Die Stadt Goslar“. | 36546499 | Weitere Bilder |
| Glockengießerstraße 57 51° 54′ 25″ N, 10° 26′ 10″ O  | Wohnhaus                  | | 40024679 |                |
| Glockengießerstraße 65 51° 54′ 21″ N, 10° 26′ 5″ O   | St. Annenhaus             | | 36525604 | Weitere Bilder |
| Glockengießerstraße 65 51° 54′ 22″ N, 10° 26′ 7″ O   | Einfriedungsmauer         | | 36563594 |                |
| Glockengießerstraße 66a 51° 54′ 20″ N, 10° 26′ 3″ O  | Wohnhaus                  | | 36525636 |                |
| Glockengießerstraße 66a 51° 54′ 21″ N, 10° 26′ 3″ O  | Nebengebäude              | | 40238102 | BW             |
| Glockengießerstraße 67 51° 54′ 20″ N, 10° 26′ 3″ O   | Wohnhaus                  | | 36525663 |                |
| Glockengießerstraße 68 51° 54′ 20″ N, 10° 26′ 2″ O   | Wohnhaus                  | | 36525691 |                |
| Glockengießerstraße 69 51° 54′ 19″ N, 10° 26′ 2″ O   | Wohnhaus                  | | 36525719 |                |
| Glockengießerstraße 70 51° 54′ 18″ N, 10° 25′ 59″ O  | Wohnhaus                  | | 36525747 |                |
| Glockengießerstraße 70 51° 54′ 18″ N, 10° 25′ 59″ O  | Nebengebäude              | | 40235099 |                |
| Glockengießerstraße 71 51° 54′ 18″ N, 10° 25′ 59″ O  | Wohnhaus                  | | 36525778 |                |
| Glockengießerstraße 72 51° 54′ 18″ N, 10° 25′ 58″ O  | Wohnhaus                  | | 36525810 |                |
| Glockengießerstraße 73 51° 54′ 17″ N, 10° 25′ 58″ O  | Wohnhaus                  | | 36525837 |                |
| Glockengießerstraße 74 51° 54′ 17″ N, 10° 25′ 58″ O  | Wohnhaus                  | | 36525866 |                |
| Glockengießerstraße 74 51° 54′ 18″ N, 10° 25′ 57″ O  | Hinterhaus                | | 36584804 |                |
| Glockengießerstraße 75 51° 54′ 17″ N, 10° 25′ 57″ O  | Wohn-/ Wirtschaftsgebäude | | 36603892 |                |
| Glockengießerstraße 75 51° 54′ 18″ N, 10° 25′ 57″ O  | Nebengebäude              | | 36571931 |                |
| Glockengießerstraße 76 51° 54′ 17″ N, 10° 25′ 57″ O  | Wohn-/ Wirtschaftsgebäude | | 36603921 |                |
| Glockengießerstraße 77 51° 54′ 17″ N, 10° 25′ 56″ O  | Wohnhaus                  | | 36525894 | Weitere Bilder |
| Glockengießerstraße 77 51° 54′ 17″ N, 10° 25′ 56″ O  | Nebengebäude              | | 40236537 | Weitere Bilder |
| Glockengießerstraße 77a 51° 54′ 17″ N, 10° 25′ 57″ O | Wohnhaus                  | | 36525922 | Weitere Bilder |
| Glockengießerstraße 77 51° 54′ 16″ N, 10° 25′ 56″ O  | Anbau                     | | 36556609 | Weitere Bilder |
| Glockengießerstraße 79 51° 54′ 16″ N, 10° 25′ 54″ O  | Wohnhaus                  | | 36525949 |                |
| Glockengießerstraße 79 51° 54′ 16″ N, 10° 25′ 54″ O  | Nebengebäude              | | 36565423 |                |
| Glockengießerstraße 80 51° 54′ 16″ N, 10° 25′ 54″ O  | Wohnhaus                  | | 36525977 |                |
| Glockengießerstraße 81 51° 54′ 15″ N, 10° 25′ 53″ O  | Wohnhaus                  | | 36526005 |                |
| Glockengießerstraße 81 51° 54′ 16″ N, 10° 25′ 53″ O  | Nebengebäude              | | 36570065 | BW             |
| Glockengießerstraße 82 51° 54′ 15″ N, 10° 25′ 53″ O  | Wohnhaus                  | | 36526033 |                |
| Glockengießerstraße 83 51° 54′ 15″ N, 10° 25′ 53″ O  | Wohnhaus                  | | 36526061 |                |
| Glockengießerstraße 83 51° 54′ 15″ N, 10° 25′ 52″ O  | Anbau                     | | 40231957 | BW             |
| Glockengießerstraße 83 51° 54′ 15″ N, 10° 25′ 52″ O  | Anbau                     | | 40231990 | BW             |
| Glockengießerstraße 83 51° 54′ 15″ N, 10° 25′ 53″ O  | Anbau                     | | 40232007 | BW             |
| Glockengießerstraße 84 51° 54′ 15″ N, 10° 25′ 52″ O  | Wohnhaus                  | | 36526092 |                |
| Glockengießerstraße 87 51° 54′ 15″ N, 10° 25′ 50″ O  | Wohnhaus                  | | 36526147 |                |
| Glockengießerstraße 87 51° 54′ 14″ N, 10° 25′ 50″ O  | Vorgarten                 | | 36563750 | BW             |
| Glockengießerstraße 88 51° 54′ 14″ N, 10° 25′ 49″ O  | Wohnhaus                  | | 36598265 |                |
| Glockengießerstraße 88 51° 54′ 14″ N, 10° 25′ 49″ O  | Vorgarten                 | | 36599734 | BW             |
| Glockengießerstraße 93 51° 54′ 13″ N, 10° 25′ 43″ O  | Wohnhaus                  | | 36526177 |                |
| Glockengießerstraße 93 51° 54′ 13″ N, 10° 25′ 43″ O  | Anbau                     | | 36558423 |                |
| Glockengießerstraße 93a 51° 54′ 14″ N, 10° 25′ 43″ O | Wohnhaus                  | | 36526205 |                |
| Glockengießerstraße 94 51° 54′ 13″ N, 10° 25′ 43″ O  | Wohnhaus                  | | 36526241 |                |
| Glockengießerstraße 94 51° 54′ 13″ N, 10° 25′ 43″ O  | Vorgarten                 | | 36563726 | BW             |